# أرغيس كاجي
أرغيس كاجي (بالألبانية: Ergys Kaçe‏) (بالألبانية: Ergys Kaçe) هو لاعب كرة قدم ألباني في مركز الوسط المدافع ولد في يوم 8 يوليو 1993 في مدينة كورتشي في ألبانيا، يلعب حالياً مع نادي باوك تسالونيكي في اليونان وسبق له اللعب مع نادي أناغينيسي إيبانومي اليوناني ونادي فيكتوريا بلزن التشيكي، في سنة 2013 بدأ باللعب مع منتخب ألبانيا لكرة القدم ويبلغ طوله 170 سم.

## روابط خارجية
- أرغيس كاجي على موقع الاتحاد الأوربي (الإنجليزية)
- أرغيس كاجي على موقع قاعدة بيانات كرة القدم.إي يو (الإنجليزية)
- أرغيس كاجي على موقع ناشيونال فوتبول تيمز (الإنجليزية)
- أرغيس كاجي على موقع Soccerway.com (الإنجليزية)
- أرغيس كاجي على موقع عالم كرة القدم.نت (الإنجليزية)
- أرغيس كاجي على موقع AS.com (الإسبانية)